# GDDR
Graphics DDR SDRAM (GDDR SDRAM) é um tipo de memória dinâmica de acesso aleatório (SDRAM) síncrona projetada especificamente pra aplicações que exigem alta largura de banda, por exemplo, unidades de processamento gráfico (GPUs). GDDR SDRAM é diferente dos tipos mais conhecidos de DDR SDRAM, como DDR4 e DDR5, embora compartilhem alguns dos mesmos recursos – incluindo transferências de dados de taxa de dados dupla (DDR). A partir de 2023, GDDR SDRAM foi sucedida por GDDR2, GDDR3, GDDR4, GDDR5, GDDR5X, GDDR6, GDDR6X e GDDR6W.

## Gerações

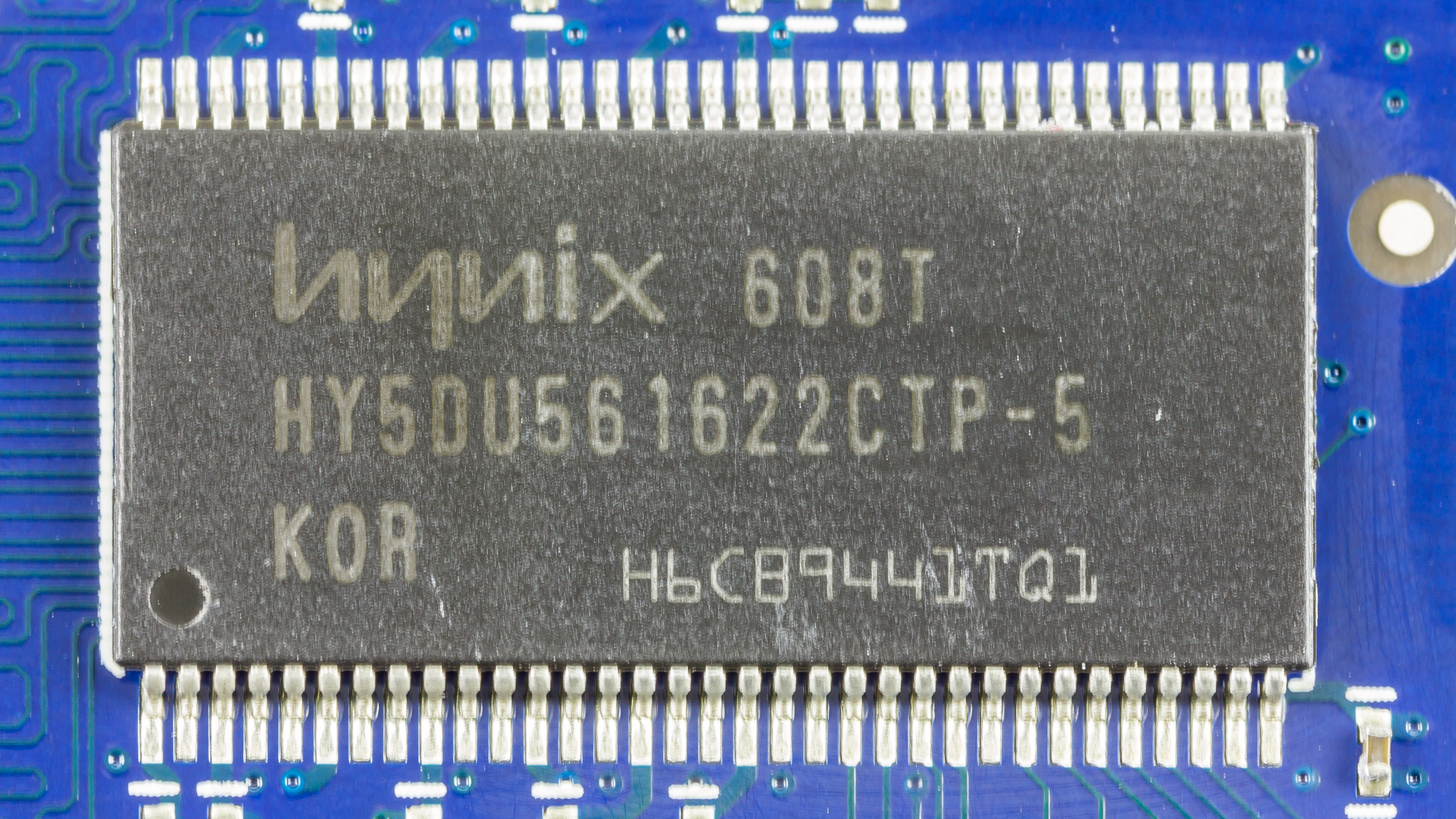
SDRAM GDDR da Hynix
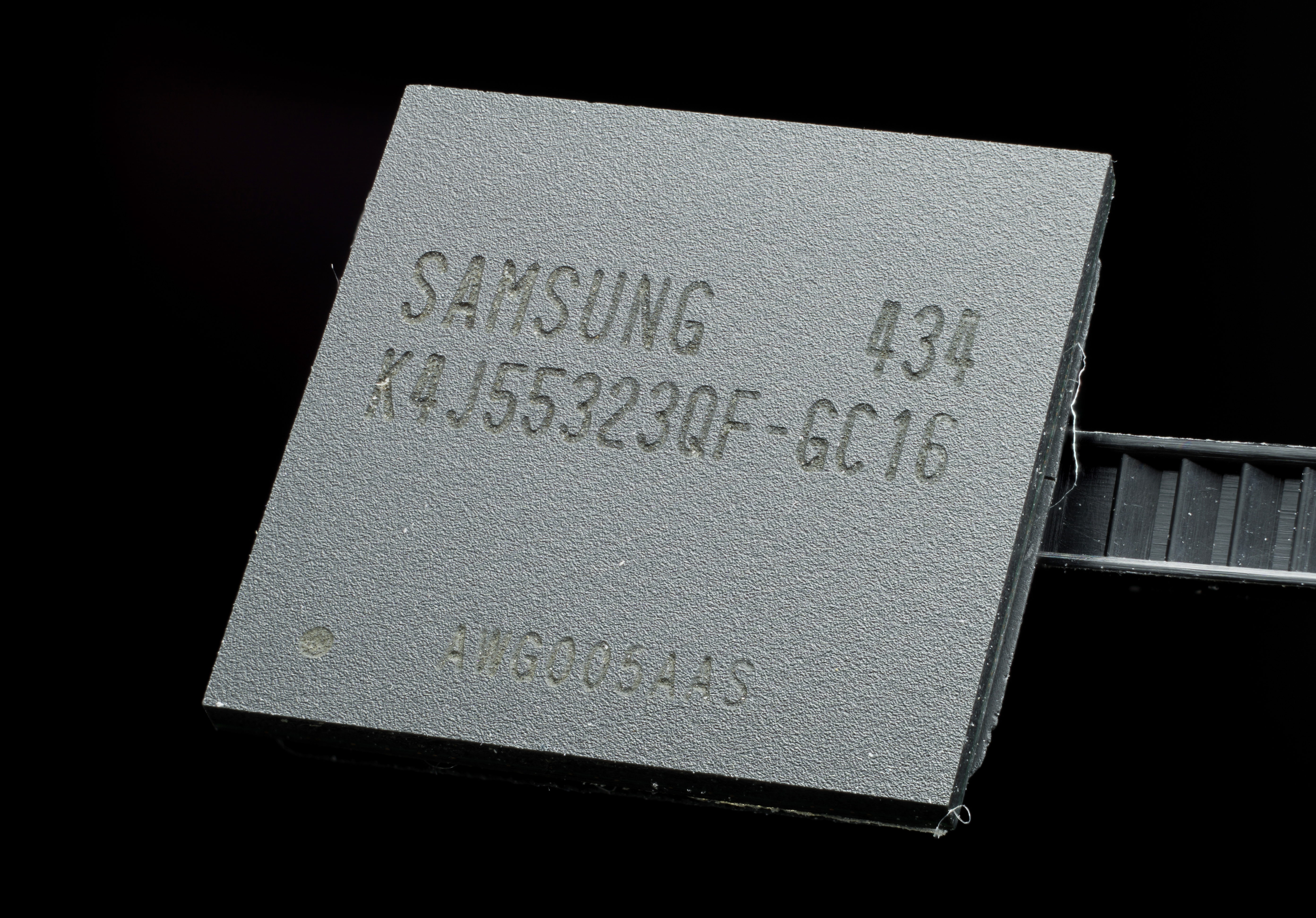
Um pacote Samsung GDDR3 256MBit
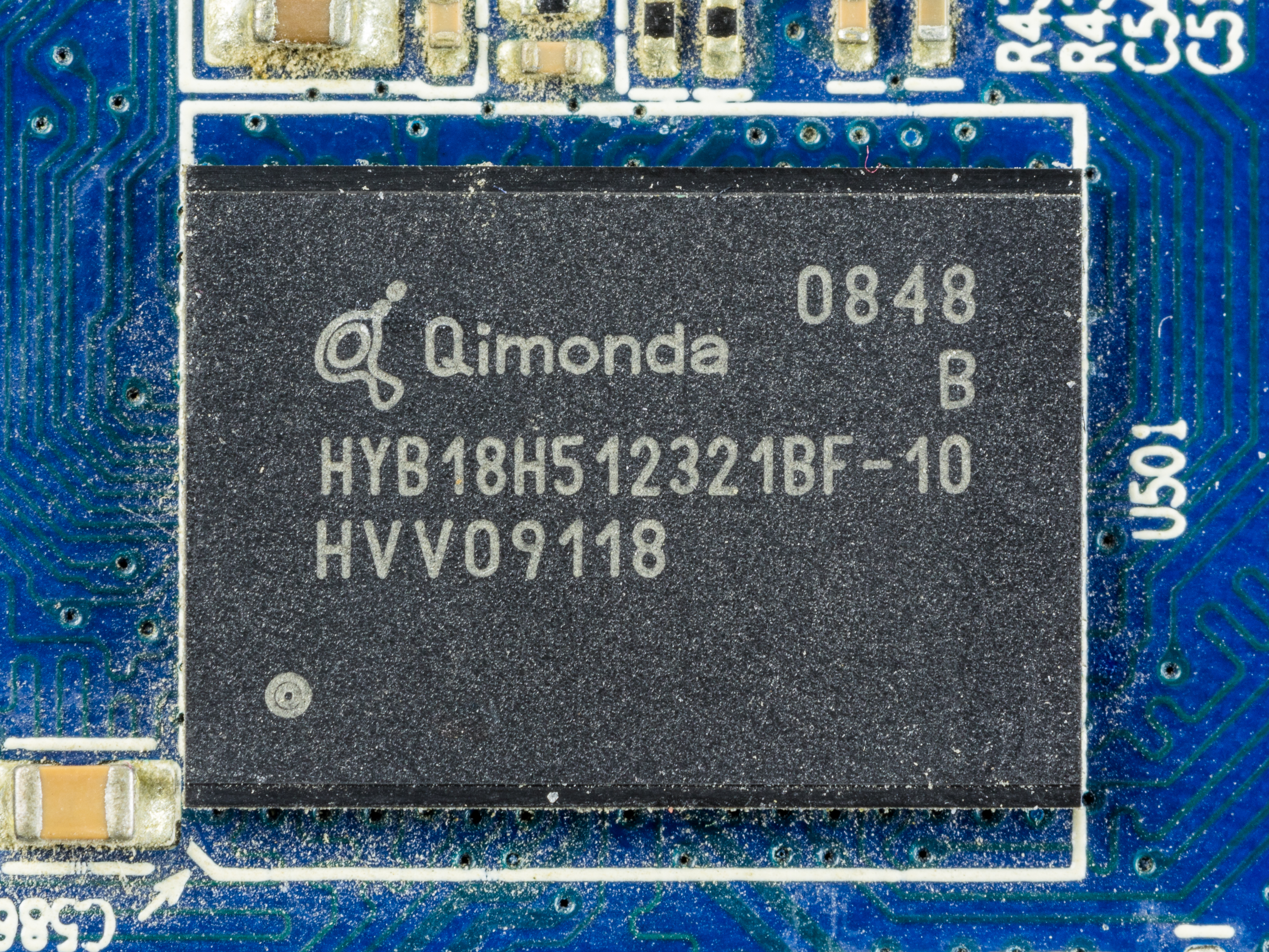
Um pacote SDRAM Qimonda GDDR3 de 512 MBit
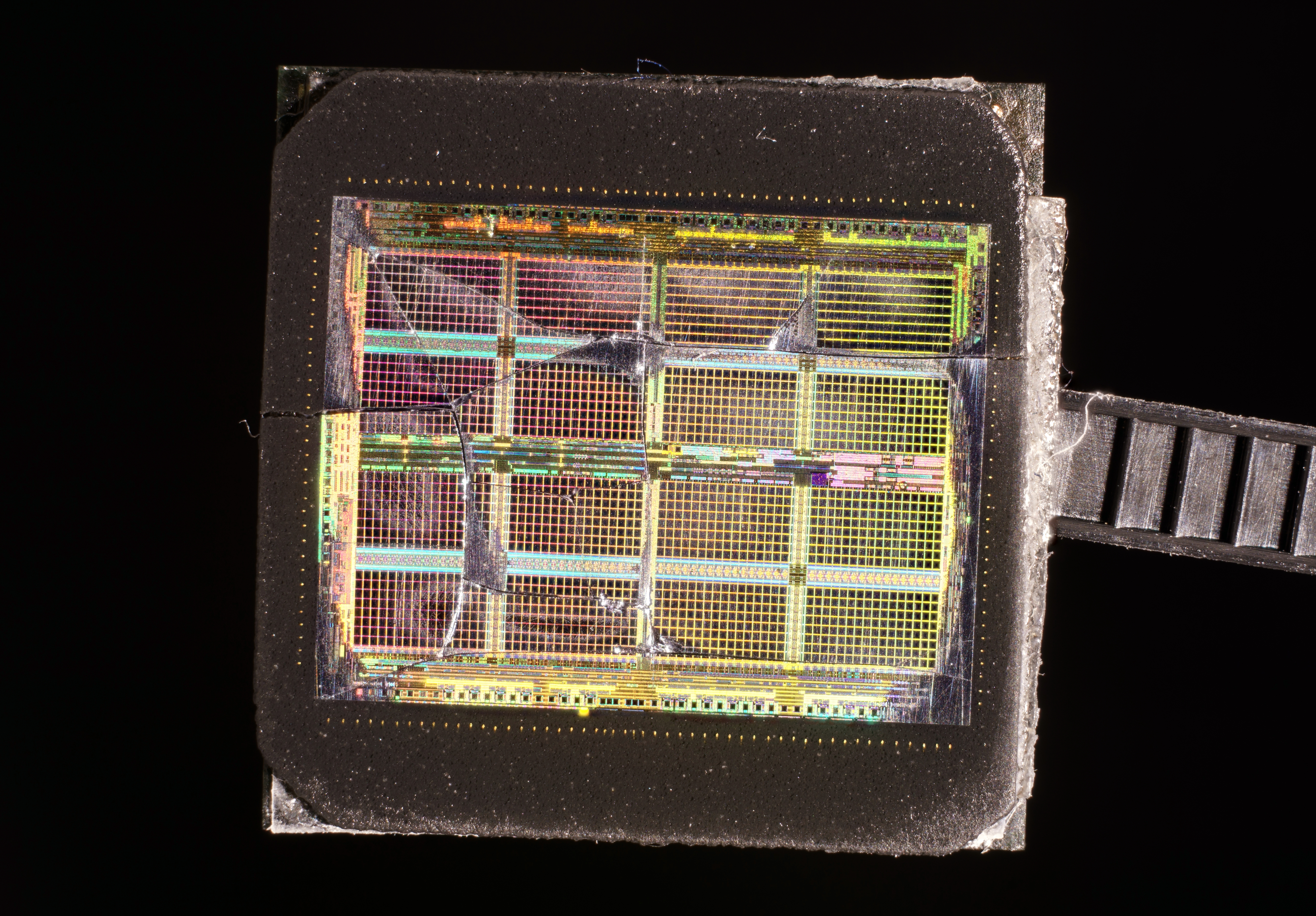
Dentro de um pacote Samsung GDDR3 256 MBit

### DDR SCRAM
GDDR foi inicialmente conhecido como DDR SGRAM (RAM gráfica síncrona de taxa de dados dupla). Foi introduzido comercialmente como um chip de memória de 16 Mb pela Samsung Electronics em 1998.

## Table of transfer rates
| Tipo de módulo | Tipo de chip | Clock de memória | Transferência/s | Taxa de transferência | Taxa de transferência |
| -------------- | ------------ | ---------------- | --------------- | --------------------- | --------------------- |
| 32 lanes       | GDDR2        | 400–500 MHz      | 0.8–1.0 GT/s    | 25.6–32.0 Gbit/s      | 3.2–4.0 GB/s          |
| 32 lanes       | GDDR3        | 400–1000 MHz     | 0.8–2.0 GT/s    | 25.6–64.0 Gbit/s      | 3.2–8.0 GB/s          |
| 32 lanes       | GDDR4        | 868–1126 MHz     | 1.7–2.3 GT/s    | 55.6–72.1 Gbit/s      | 6.9–9.0 GB/s          |
| 32 lanes       | GDDR5        | 1000–2000 MHz    | 4.0–8.0 GT/s    | 128.0–256.0 Gbit/s    | 16.0–32.0 GB/s        |
| 32 lanes       | GDDR5X       | 1000–1808 MHz    | 8.0–14.5 GT/s   | 256.0–462.8 Gbit/s    | 32.0–57.9 GB/s        |
| 32 lanes       | GDDR6        | 1375–2500 MHz    | 11.0–20.0 GT/s  | 352.0–640.0 Gbit/s    | 44.0–80.0 GB/s        |
| 32 lanes       | GDDR6X       | 1188–1438 MHz    | 19.0–23.0 GT/s  | 608.0–736.0 Gbit/s    | 76.0–92.0 GB/s        |
| 64 lanes       | GDDR6W       | ?                | 22.0 GT/s       | 1408.0 Gbit/s         | 176.0 GB/s            |
| 32 lanes       | GDDR7        | ?                | 28.0–40.0 GT/s  | 896.0–1280.0 Gbit/s   | 112.0–160.0 GB/s      |